# حارة وحدة فتح (التواهي)

تعديل مصدري - تعديل

حارة وحدة فتح هي إحدى حارات حي النجمة الحمراء الواقع بمديرية التواهي التابعة لمحافظة عدن، بلغ تعداد سكانها 1326 نسمة حسب تعداد اليمن لعام 2004.